# Jemiołuszki
Jemiołuszki, jemiołuszkowate (Bombycillidae) – monotypowa rodzina ptaków z rzędu wróblowych (Passeriformes).

## Zasięg występowania
Rodzina obejmuje gatunki zamieszkujące w sezonie lęgowym tajgę i lasotundrę północnej części Eurazji i Ameryki Północnej; zimą migrują na południe.

## Cechy charakterystyczne
Ptaki te charakteryzują się następującymi cechami:
- długość ciała 15–23 cm; masa ciała 32–85 g[7]
- gęste, pastelowe upierzenie
- na głowie zazwyczaj czubek
- odżywiają się pokarmem zwierzęcym i roślinnym
- gatunki północne inwazyjne.

## Systematyka

### Etymologia
Bombycilla: gr. βομβυξ bombux, βομβυκος bombukos – jedwab; nowołac. cilla – ogon; od niemieckiej nazwy Seidenschwanz – „jedwabny ogon” dla jemiołuszki zwyczajnej. B. Meyer w 1822 roku wziął pod uwagę zdrobnienie nazwy bombyx.

### Podział systematyczny
Klasyfikacja biologiczna rodziny nie jest jednoznaczna. Tradycyjnie zaliczano tu w randze podrodzin jemiołuszki (Bombycillinae), jedwabniczki (Ptilogonatinae) i persówki (Hypocoliinae). Dwie ostatnie zostały wydzielone jako odrębne rodziny Ptilogonatidae i Hypocoliidae. W takim ujęciu do rodziny jemiołuszek zaliczany jest tylko jeden rodzaj z trzema gatunkami:
- Rodzaj: Bombycilla
  - Bombycilla garrulus – jemiołuszka zwyczajna
  - Bombycilla japonica – jemiołuszka japońska
  - Bombycilla cedrorum – jemiołuszka cedrowa

Dalsze badania genetyczne potwierdzają jednak bliskie pokrewieństwa pomiędzy wymienionymi taksonami.